# Eduard Artells i Bover
Eduard Artells i Bover (Barcelona, 22 de març, 1903 - 28 de gener de 1971) fou un gramàtic, traductor i pedagog català.
L'any 1938 va traduir La importància d'ésser fidel d'Oscar Wilde. Ingressà al departament d'Extensió d'Ensenyament Tècnic de la Generalitat de Catalunya el 1931. L'any següent entrà a formar part de l'oficina de revisió d'originals de l'Institut d'Estudis Catalans. És autor del Vocabulari castellà-català abreujat (1958) i del Vocabulari català-castellà abreujat (1961).
Després de la guerra civil va impartir nombrosos cursets de gramàtica catalana. La seva vocació pedagògica és evident en els tres volums titulats Lectures escollides (1962, 1965 i 1969), preparats en col·laboració amb Joan Triadú, i en la seva condició de mentor d'una bona part de les noves promocions d'instructors de català.
Deixeble de Pompeu Fabra, fou traductor i col·laborador de la revista Serra d'Or en una secció lingüística titulada Llenguatge i gramàtica, que foren aplegats en un volum (1969). Fou un dels fundadors del Quartet Vocal Orpheus.